# Curcuris
Curcuris (sardisk: Crucùris) er en by og en kommune (comune) i provinsen Oristano i regionen Sardinien i Italien. Byen ligger i 130 meters højde og har 310 indbyggere (2016). Kommunen har et areal på 7,18 km² og grænser til kommunerne Ales, Gonnosnò, Morgongiori, Pompu og Simala.